# 北街角 (アルバム)
『北街角』（きたまちかど）は、近藤真彦の17枚目のオリジナル・アルバム。1993年12月12日にリリースされた。発売元はSony Records。

## 概要
近藤のデビュー14周年突入日にリリースされた。先行シングル「北街角」を含む1年振りのオリジナル・アルバム。

## 収録曲
1. 北街角
  - 作詞：原真弓　作曲・編曲：馬飼野康二
2. 夜明けの物語
  - 作詞：白峰美津子　作曲：渚十吾
3. 今夜の相手は
  - 作詞：柴田達朗　作曲：柴田達朗・稲野真人
4. 太陽のイタリア
  - 作詞：原真弓　作曲：渚十吾
5. ゆらり
  - 作詞・作曲：柴田達朗
6. ATLANTIS
  - 作詞：原真弓　作曲：渚十吾
7. WITH YOU
  - 作詞・作曲：歌川和彦
8. ハレルヤ
  - 作詞：歌川和彦　作曲：渚十吾
9. ONE AND ONLY
  - 作詞：白峰美津子　作曲：渚十吾
10. 君が帰る道
  - 作詞・作曲：歌川和彦